# Lythria lutearia
Lythria lutearia är en fjärilsart som beskrevs av Charles Joseph de Villers 1789. Lythria lutearia ingår i släktet Lythria och familjen mätare. Inga underarter finns listade i Catalogue of Life.